# August Nikolai
August Nikolai (ur. 19 lutego 1906, zm. 1980, Bergen) – nauczyciel, kierownik szkoły w Somsiorach, absolwent niemieckiego seminarium nauczycielskiego w Bydgoszczy, nauczyciel i kierownik domu modlitw ewangelików w Somsiorach, komisarz Selbstschutzu. 

## Życiorys
Ukończył niemieckie seminarium nauczycielskie w Bydgoszczy. Początkowo nauczał w Rypinie, a potem w Somsiorach. Był kierownikiem szkoły dla dzieci mniejszości niemieckiej w Somosiorach oraz kierował tamtejszym ewangelickim domem modlitwy gdzie prowadził werbunek do organizacji mniejszości niemieckiej o profilu narodowo-socjalistycznym. Jego żoną była Polka, nauczycielka szkoły powszechnej w Chojnie, Apolonia Majewska. Po wkroczeniu wojsk niemieckich 7 września stanął na czele miejscowego Selbstschutzu, który na podstawie sporządzonych przez niego imiennych list dokonywał masowych rozstrzeliwań nauczycieli polskich oraz polskich działaczy społecznych, posiadaczy ziemskich i inteligencji. Po rozwiązaniu Selbstschutzu wcielony do SS. Po zakończeniu II wojny światowej internowany został w strefie amerykańskiej. Zwolniony z obozu jenieckiego osiadł w Niemczech Zachodnich. Poszukiwany po wojnie przez polski wymiar sprawiedliwości oraz Główną Komisję Badania Zbrodni Hitlerowskich w Polsce. Ścigany przez prokuraturę w Bydgoszczy jako podejrzany o dokonanie przestępstw z art.1 pkt.1 dekretu z 21 sierpnia 1944 roku, że będąc członkiem Selbstschutzu w latach 1938–1940 dopuścił się morderstw na ludności polskiej i żydowskiej w powiecie rypińskim m.in. w tzw. „Domu Kaźni” w Rypinie. W wyniku sprawy sądowej prowadzonej przez prokuraturę oznaczonej numerem II DS 35/64 zarówno August Nikolai jak i jego towarzysze nie zostali skazani.